# ایسیدور پیلس
ایسیدور پیلس (انگلیسی: Isidore Pils; ۱۹ ژوئیهٔ ۱۸۱۳ – ۳ سپتامبر ۱۸۷۵) نقاش اهل فرانسه بود.
وی همچنین برندهٔ جوایزی همچون لژیون دونور (افسر) و جایزه بزرگ رم شده‌است.